# Beta Librae
Beta Librae (β Lib / β Librae) è la stella più luminosa della costellazione della Bilancia. È conosciuta con il nome di Zuben Eschamali ed anche con il nome latino Lanx Australis. Zuben Eschamali deriva della frase araba الزبن الشمالية (Al Zuban al Shamaliyyah) che significa "la chela del nord".

## Osservazione
Si tratta di una stella situata nell'emisfero celeste australe, ma molto in prossimità dell'equatore celeste; ciò comporta che possa essere osservata da tutte le regioni abitate della Terra senza alcuna difficoltà e che sia invisibile soltanto molto oltre il circolo polare artico. Nell'emisfero sud invece appare circumpolare solo nelle aree più interne del continente antartico. La sua magnitudine pari a 2,6 fa sì che possa essere scorta senza difficoltà anche dai centri urbani di medie dimensioni.
Il periodo migliore per la sua osservazione nel cielo serale ricade nei mesi compresi fra maggio e settembre; da entrambi gli emisferi il periodo di visibilità rimane indicativamente lo stesso, grazie alla posizione della stella non lontana dall'equatore celeste.

## Storia delle osservazioni
Secondo quanto riportato da Eratostene da Cirene Beta Librae risultava, ai suoi tempi, più luminosa della vicina Antares. Tolomeo, tre secoli e mezzo dopo, riportò che la luminosità tra le due stelle fosse identica. La discrepanza potrebbe essere dovuta all'aumento di luminosità di Antares, ma ciò non può essere affermato con sicurezza. Non si può escludere che la causa sia dovuta a Beta Librae, dal momento che quest'ultima è una stella variabile.

## Caratteristiche
Beta Librae è una stella di sequenza principale di classe spettrale B8 di magnitudine apparente pari a 2.7. Si trova ad una distanza di circa 185 anni luce della Terra ed è 400 volte più luminosa del Sole. Ha una temperatura superficiale di circa 12 000 kelvin. Beta Librae ruota molto rapidamente su se stessa, a 230 km/s, ovvero oltre 100 volte più velocemente del sole. Curiosamente Beta Librae è l'unica stella visibile ad occhio nudo ad essere descritta talvolta di colore verde.
È soggetta a piccole variazioni periodiche di magnitudine, le quali fanno sospettare la presenza di una compagna non osservabile dalla Terra.